# Амалія Манесова
Амалія Манесова (чеськ. Amalie Mánesová; 21 січня 1817, Прага — 4 липня 1883, там же) — чеська художниця-пейзажист, педагог.

## Біографія
Народилася у відомій родині художників. Живописцями були її батько Антонін Манес, брати Гвідо та Йозеф Манес; дядько художниці — Вацлав Манес, був директором празької Художньої академії. Перші уроки живопису Амалія брала у свого батька — художника-пейзажиста.
Хоча спочатку Амалія хотіла займатися фігуративним і портретним живописом, батько вирішив, що для жінки більше підходить заняття пейзажним живописом.
Після смерті батька в 1843 році, Амалія взяла на себе відповідальність за діяльність заснованої ним школи малювання. Більшість свого часу і зусиль вона присвячувала навчанню багатих аристократів і підтримці своїх братів. Зокрема, серед її відомих учнів була Зденка Браунерова.
Коли її брат Йозеф вступив у мезальянс із покоївкою, й після скандалу поїхав до Італії, де збожеволів, Амалія з великими труднощами привезла душевнохворого брата з Риму до Праги, і аж до його смерті в 1871 році дбала про нього.
Вона відмовилася від пропозиції вийти заміж і до кінця життя була самотньою.

Похована в Празі на Ольшанському цвинтарі. 

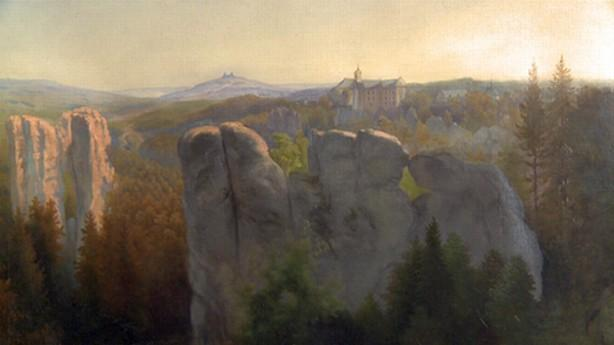
Вид на Грубі скелі. Національний музей (Прага)
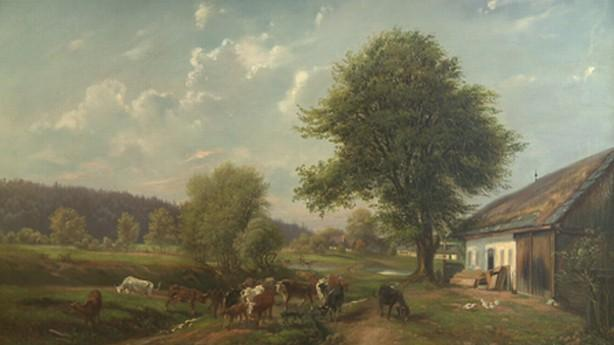
Пейзаж біля Гавличкового броду з хатиною. Національний музей (Прага)